# Studer Oszkár
Studer Oszkár (Winterthur, 1877 – 1940) svájci származású hegedűművész és -tanár.

## Élete
Frankfurtban, majd a budapesti Zeneakadémián Hubay Jenőnél tanult. 1902-ben Trio hongrois néven Aggházy Károllyal és Fritz Beckerrel zongoratriót alakított, amivel szülőhazájában és Németországban koncertezett. 1903-tól 1909-ig Sankt Gallenben volt hangversenymester és saját vonósnégyesét vezette.
1909-től működött Budapesten hegedűtanárként, 1920-tól a Zeneakadémián.
Neki ajánlotta II. (E-dúr) hegedűversenyét (op. 91) Hubay Jenő.
Unokahúga, Carmen Studer (1908–1987) Felix Weingartner utolsó felesége volt, maga is dirigens, zeneíró. 1932-ben férjével adott közös koncertet Budapesten.

## Neves tanítványai
- Ajtay Viktor
- Fenyves Loránd
- Garay György
- Gertler Endre
- Jancsin Ferenc
- Janzer György
- Pártos István
- Rubinstein Erna
- Zathureczky Ede